# Express AM1
Express AM1 war ein Fernsehsatellit der Russian Satellite Communications Company (RSCC) mit Sitz in Moskau.

## Missionsverlauf
Er wurde am 29. Oktober 2004 an Bord einer Proton-K-Trägerrakete vom Kosmodrom Baikonur aus gestartet und in einem geostationären Orbit positioniert. 
Im Mai 2010 erlitt der Satellit einen internen Stromversorgungsfehler und konnte nur noch eingeschränkt übertragen. Am 10. August 2013 wurde die Mission als beendet erklärt und der Satellit in einen Friedhofsorbit verschoben.

## Empfang
Der Satellit konnte in Europa und Asien empfangen werden. Die Übertragung erfolgte im C- und Ku-Band. 